# Олимпијада (Грчка)
Олимпијада (грч. Ολυμπιάδα) је приморско насељено место у општини Аристотел у периферији Средишња Македонија, Грчка. Према попису из 2021. године било је 638 становника.
Насеље је подигнуто после Првог светског рата када је насељено 74 грчких избегличких породица. Први пут се помиње на попису из 1920. године са 105 становника.